# Jarosławiec (Poznań)
Pour les articles homonymes, voir Jarosławiec.
Jarosławiec (prononciation : [jarɔˈswavjɛt͡s]) est une localité polonaise de la gmina de Komorniki dans le powiat de Poznań de la voïvodie de Grande-Pologne dans le centre-ouest de la Pologne.
Il se situe à environ 6 kilomètres au sud de Komorniki (siège de la gmina) et à 15 kilomètres au sud de Poznań (siège du powiat et capitale régionale).

## Histoire
De 1975 à 1998, la localité faisait partie du territoire de la voïvodie de Poznań.

Depuis 1999, Jarosławiec est situé dans la voïvodie de Grande-Pologne.
La localité possède une population de 27 habitants en 2011.